# Melochia tomentosa
Melochia tomentosa är en malvaväxtart som beskrevs av Carl von Linné. Melochia tomentosa ingår i släktet Melochia och familjen malvaväxter.

## Underarter
Arten delas in i följande underarter:
- M. t. frutescens
- M. t. turpiniana

## Bildgalleri

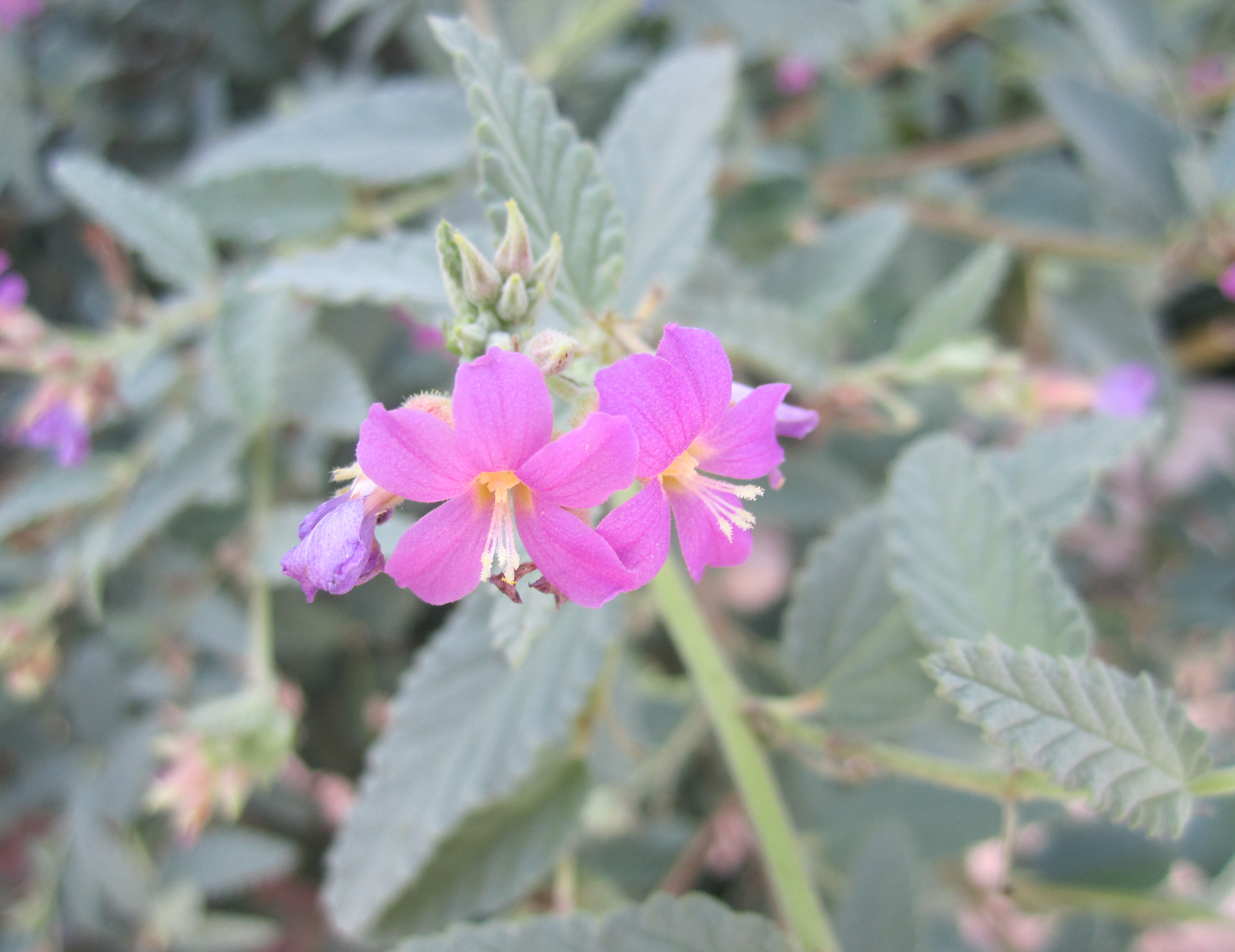
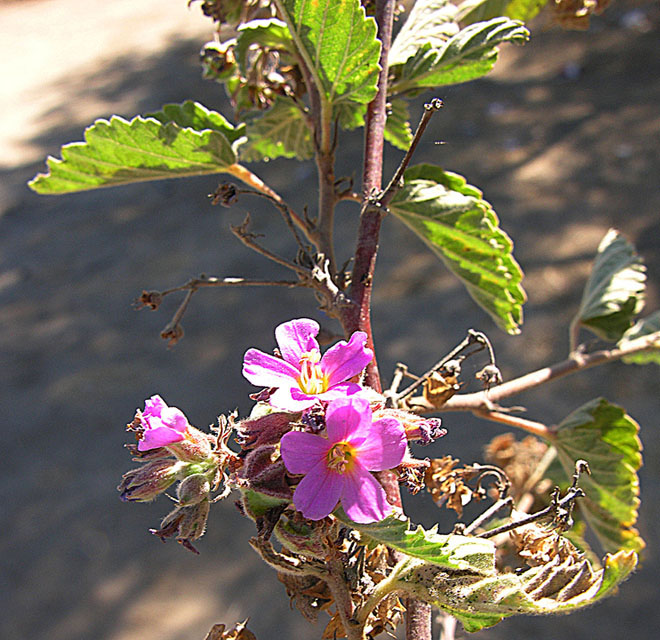